# Stemmiulus malkini
Stemmiulus malkini är en mångfotingart som beskrevs av Jean-Paul Mauriès 1979. Stemmiulus malkini ingår i släktet Stemmiulus och familjen Stemmiulidae. Inga underarter finns listade i Catalogue of Life.